# Битва за Грозний (1996)
Бої за Грозний — відбувалися в серпні 1996 року, в ході яких підрозділи Внутрішніх військ МВС РФ і чеченська міліція, що знаходилися в місті, вели важкі бої в Грозному, втративши контроль над більшою частиною міста. Надалі місто було взято в щільне кільце федеральними військами. Після цього між представниками РФ і Чеченської Республіки Ічкерії були укладені Хасав'юртівські угоди, що поклали кінець першій російсько-чеченській війні.

## Передумови
У липні 1996 року російське керівництво відмовилося від мирного процесу в Чечні і відновило широкомасштабні військові операції. У період з 9 по 16 липня 1996 року російські війська атакували бази чеченців у передгір'ї та горах на півдні Чечні. 20 липня російські війська розпочали широкомасштабну кампанію з метою «пацифікації» південного нагір'я, перемістивши туди більшу частину своїх військ.
6 серпня, в самий день наступу повстанців, російські війська розпочали велику операцію в селі Алхан-Юрт, перемістивши 1500 воєнізованих внутрішніх військ та промосковських чеченських поліцейських уряду Доку Завгаєва з Грозного.

## Битва
6 серпня 1996 чеченські підрозділи, що атакували Грозний, складалися з 1300–3000 бійців. Спочатку російські ЗМІ повідомляли, що в місто в'їхало лише 250 бійців. Російський гарнізон всередині міста складав близько 12 000 військовослужбовців.  Щоб подолати чисельну російську перевагу, начальник штабу Чечні Аслан Масхадов застосував тактику інфільтрації. Використовуючи свої знання про місто, чеченські підрозділи увійшли до Грозного, уникаючи мережу російських блокпостів та інших позицій.
Основними їх цілями були засоби командування на військовому аеродромі в Ханкалі та аеропорту «Північний» (аеропорт Грозного), а також штаб-квартири ФСБ, ГРУ та військової розвідки. Вони також перекрили дороги та зайняли стратегічні позиції на підступах до міста. За словами чеченського командира Турпала Алі-Каїмова, в місто проникли близько 1500 чеченських бойовиків, з яких 47 загинули під час першої фази атаки. 
Повстанці атакували Грозний о 5:50 6 серпня боєм, який зайняв три години. Замість того, щоб намагатись захопити або знищити всі окремі укріплені блокпости, казарми, відділення міліції та інші російські позиції, війська повстанців відрізали та ізолювали більшість із них і чекали, поки федеральні війська здадуться. До 9 серпня російське інформаційне агентство «Інтерфакс»  визначило кількість оточених військ приблизно в 7000 солдатів. Окрім військ МВС та ФСБ та не бойового персоналу, у місті дислокувалася незначна кількість військ. 
Кістяк росіян знаходився в урядових кабінетах у центрі міста, включаючи будівлю міністерства внутрішніх справ та республіканський штаб ФСБ. Група близько 10 російських журналістів опинилася в пастці в готелі поблизу урядового кварталу. Проросійський уряд Чечні втік до військової бази Ханкала, неподалік від столиці.
За словами Гелаєва, "Завгаєв мав від 15 до 18 тисяч чеченських поліцейських [у всій Чечні], але як тільки ми увійшли до Грозного в серпні 1996 року, вони всі розійшлися і поїхали додому, а потім стали моджахедами, за винятком кількох десятків, винних у пролитті чеченської крові". Протягом тижня кількість повстанців у Грозному зросла (від 6 000 до 7 000).
7 серпня на допомогу оточеним російським силам прибула велика броньована колона 205-ї окремої мотострілецької бригади "Козак". Напередодні чеченська група на чолі з Ахмедом Закаєвим захопила великий запас ракетних установок РПВ після захоплення головного залізничного вокзалу Грозного (згідно з обвинувальним актом 2002 року, бійці Закаєва вбили або поранили понад 300 військовослужбовців МВС на вокзалі); в результаті російські танки стали легкими мішенями для мобільних підрозділів Ічкерії.
8 серпня, після того як російські військові надіслали чергову колону, втратили багато машин від чеченських засідок. На п’ятий день боїв 900 солдатів 276-го мотострілецького полку спробували повернути центр міста, але не вдалося, близько половини з них убито або поранено протягом двох днів. Лише одній колоні бронетехніки вдалося доставити частину запасів до оточеного федерального опорного пункту в центрі міста та евакуювати частину поранених. За п’ять днів контратак російські колони втратили 18 танків, 69 інших броньованих машин та 23 вантажівки і легкові машини. Окрім того, було збито три вертольоти.
Європейський союз закликав обидві сторони негайно припинити вогонь. Президент Росії Борис Єльцин оголосив день трауру за жертвами в Чечні. Битви також тривали на околицях міста та в інших місцях республіки.
19 серпня російський генерал Костянтин Пуликовський висунув ультиматум про те, що повстанці повинні залишити Грозний протягом 48 годин або отримують удар у відповідь. Загроза призвела до масової паніки серед цивільного населення, які стали біженцями (за оцінками Human Rights Watch 300 000). 20 серпня розпочалися удари авіації та артилерії.
Близько 220 000 стало вимушеними переселенцями, кількість тих, хто залишився в місті, за оцінками Меморіалу становила від 50 000 до 70 000, а чоловіків старше 11 років вважали підозрюваними «терористами» і як такі не повинні були пропускатися через російські пункти пропуску. 
Російському генералу Олександру Лебедю вдалося запобігти подальшому кровопролиттю в Грозному. Повернувшись до Чечні 20 серпня, Лебедь анонсував нове припинення вогню та відновив прямі переговори з лідерами Ічкерії за сприяння ОБСЄ. 22 серпня Росія погодилася вивести всі свої сили в Чечні до своїх баз в Ханкалі та аеропорту. 30 серпня 1996 року генерали Лебедь та Масхадов підписали Хасавюртські угоди — угоду, яка ознаменувала закінчення Першої російсько-чеченської війни .